# Serir

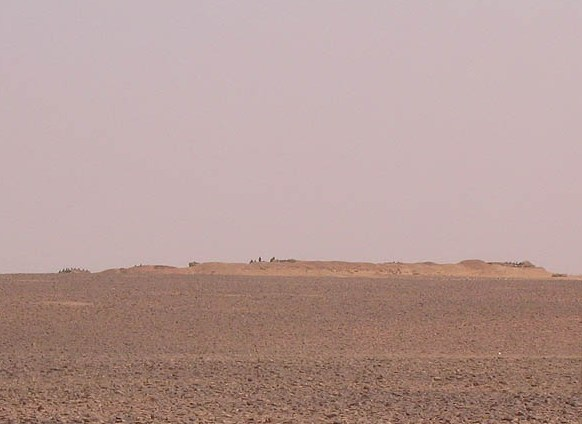
Serir-woestijn in de westelijke Sahara

Een serir is een grind- of steenachtige woestijn in de Sahara. Serir is een term uit het Berbers en betekent ondiepe depressie. 
Serirs zijn gebieden in de centrale Sahara, meestal in de buurt van bergen die bedekt zijn met gladde kiezelstenen. De grootte van deze stenen varieert tussen de 2 en 60 mm. De Serir-woestijn is goed voor 10% van de Sahara. 